# Ricardo Cuenca
Ricardo David Cuenca Pareja (Jesús María, Lima; 23 de mayo de 1968) es un psicólogo social y político peruano. Es investigador principal del Instituto de Estudios Peruanos y fue director general (2015 - 2020). Es profesor principal del departamento de educación de la Universidad Nacional Mayor de San Marcos. Se desempeñó desde el 18 de noviembre de 2020 hasta el 28 de julio de 2021 en el cargo de Ministro de Educación del Perú en el Gobierno de Francisco Sagasti.

## Biografía
Investigador social especializado en reformas y políticas educativas comparadas, y en la relación entre política y educación. Es doctor en Educación por la Universidad Autónoma de Madrid (España), magíster en Docencia e Investigación en Educación Superior por la Universidad Peruana Cayetano Heredia y licenciado en Psicología por la Universidad Ricardo Palma. Es investigador principal en el Instituto de Estudios Peruanos (IEP) y profesor principal del departamento de educación de la Universidad Nacional Mayor de San Marcos (UNMSM). Es también miembro fundador de la Sociedad de Investigación Educativa Peruana (SIEP), donde se desempeñó como presidente entre 2013 y 2015. Investigador del Sistema Nacional de Ciencia y Tecnología e Innovación Tecnológica del Consejo Nacional de Ciencia, Tecnología e Innovación Tecnológica del Perú (CONCYTEC) en la categoría Carlos Monge IV.
A nivel internacional, es miembro del grupo de investigación Cambio Educativo para la Justicia Social (GICE) de la Universidad Autónoma de Madrid, participa en la Red Latinoamericana sobre Trabajo Docente (RED ESTRADO), es miembro fundador de la Rede Latinoamericana e Africana de Pesquisadores em Privatização da Educação (ReLAAPPe), y también miembro del grupo de trabajo sobre políticas educativas y derecho a la educación del Consejo Latinoamericano de Ciencias Sociales (CLACSO), miembro de la Coalición Latinoamericana para la Excelencia Docente (The Interamerican Dialogue).
Es miembro del Consejo Asesor de la Organización de Estados Iberoamericanos para la Educación, la Ciencia y la Cultura (OEI), profesor honorario de la Universidad Nacional de Trujillo (UNT) y miembro de Comité Externo Académico de FLACSO México.
Ha sido consejero del Consejo Nacional de Educación del Perú (CNE), presidente del Foro Educativo de Perú, coordinador del Programa de Educación de la Cooperación Alemana (PROEDUCA-GTZ) y miembro del comité ejecutivo regional de la Iniciativa Latinoamericana de Investigación para las Políticas Públicas (ILAIPP). Ha sido también miembro del Consejo Técnico de Directrices y Normativas del Instituto Nacional de Evaluación Educativa (INEE) de México.
Ha participado en múltiples eventos académicos, nacionales e internacionales, como conferencista o panelista en África, Asia, Europa, Norteamérica y América Latina. Sus artículos y libros han sido publicados en la Argentina, Brasil, Chile, Colombia, el Ecuador, Estados Unidos, España, México y el Perú.

## Publicaciones
- Ciudadanía de papel. La niñez indocumentada en el Perú (en coautoría con Ramón Díaz), Lima, Instituto de Estudios Peruanos, 2010.
- Las desigualdades en el Perú: balances críticos (en coautoría con Julio Cotler), Lima, Instituto de Estudios Peruanos, 2011.
- Educación superior. Movilidad social e identidad, Lima, Instituto de Estudios Peruanos, 2012.
- Las posibilidades del desarrollo inclusivo: Dos historias regionales (en coautoría con Roxana Barrantes y Jorge Morel), Lima, Instituto de Estudios Peruanos, 2012.
- Etnicidades en construcción. Identidad y acción social en contextos de desigualdad, Lima, Instituto de Estudios Peruanos, 2014.
- Cambio, continuidad y búsqueda de consenso, 1980-2011, Lima, Derrama Magisterial, 2014.
- La educación universitaria en el Perú. Democracia, expansión y desigualdades, Lima, Instituto de Estudios Peruanos, 2015.
- Vidas desiguales. Mujeres, relaciones de género y educación en el Perú (en coautoría con Sandra Carrillo), Lima, Instituto de Estudios Peruanos, 2018.
- La misión sagrada. Seis historias sobre qué es ser docente en el Perú, Lima, Instituto de Estudios Peruanos, 2020.